# Sulley Muntari
Suleyman Ali „Sulley“ Muntari (* 27. August 1984 in Konongo) ist ein ghanaischer ehemaliger Fußballspieler. Er spielte im defensiven und zentralen Mittelfeld, wurde aber auch auf dem linken Flügel eingesetzt.

## Karriere

### Im Verein

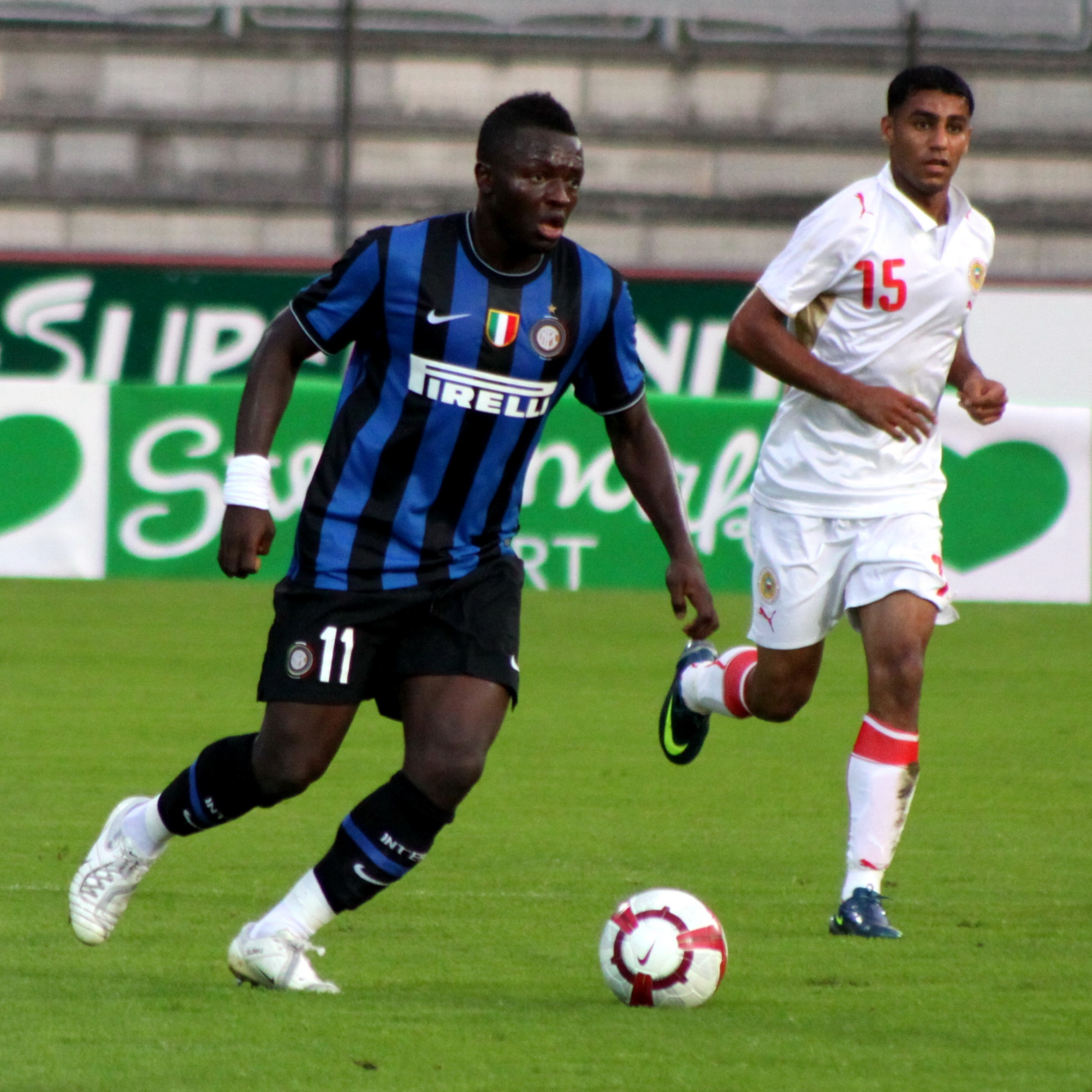
Muntari im Dress von Inter Mailand (2009)

Zur Saison 2002/03 wechselte der damals 18-jährige Muntari von den Liberty Professionals aus Ghana zum Serie-A-Verein Udinese Calcio.
Bereits im Sommer 2006 wollte er in die Premier League, vorzugsweise zu Manchester United wechseln. Im Winter 2007 zeigten einige englische und italienische Vereine wie die AC Mailand Interesse am ghanaischen Mittelfeldspieler. Udinese Calcio jedoch lehnte im Winter ein Angebot von über elf Millionen Euro ab. Im Sommer 2007 wechselte Muntari für umgerechnet zehn Millionen Euro zum FC Portsmouth. Er unterschrieb einen Vertrag bis 2012. Im Jahr 2008 gewann er mit Portsmouth den FA Cup.
Im Sommer 2008 wechselte Muntari für 14 Millionen Euro zurück nach Italien zu Inter Mailand. Er unterschrieb einen Fünfjahresvertrag. Nachdem Muntari bei Inter nicht mehr über die Rolle eines Ersatzspielers hinausgekommen war, wurde er im Januar 2011 für ein halbes Jahr an den AFC Sunderland ausgeliehen. Dort traf er auf John Mensah und Asamoah Gyan, mit denen er auch in der ghanaischen Nationalmannschaft zusammenspielt.
Am 31. Januar 2012 verlieh Inter Mailand Muntari bis Saisonende an die AC Mailand. Später erhielt er einen Anschlussvertrag über zwei Jahre bis zum 30. Juni 2014.
Am 30. Juni 2015 wurde bekanntgegeben, dass Muntaris Vertrag beim AC Mailand in beiderseitigem Einvernehmen aufgelöst wurde.
Seit dem 27. Juli 2015 steht er bei Ittihad FC unter Vertrag. Sein Kontrakt dort beläuft sich auf zwei Jahre. Bereits im Juli 2016 wurde der Vertrag jedoch aufgelöst.
Muntari war bis Januar 2017 auf Vereinssuche, bevor er sich dem italienischen Erstligisten Delfino Pescara 1936 anschloss. Er absolvierte nur 9 Einsätze für den Zweitligisten.
Nach erneuter längerer Vereinslosigkeit unterschrieb er am 22. Februar 2018 bei Deportivo La Coruña. 2019 stand er kurzzeitig bei Albacete Balompié unter Vertrag. 2022 kehrte er in seine Heimat zurück und unterschrieb einen Vertrag bei Accra Hearts of Oak.

### In der Nationalmannschaft

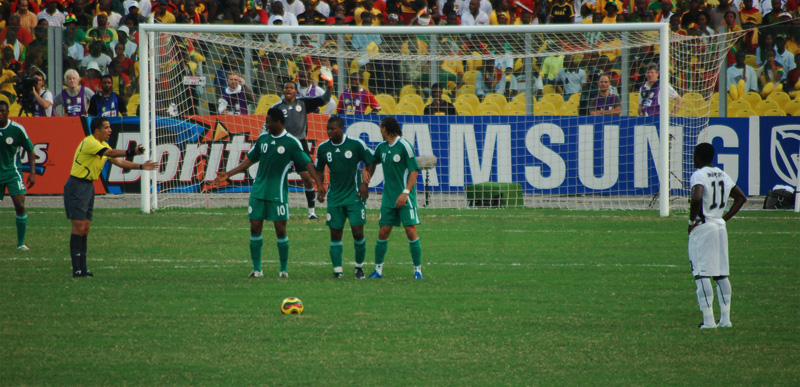
Muntari bei einem Freistoß gegen Nigeria (2008)

Sein Debüt in der ghanaischen Nationalmannschaft gab Muntari am 17. Mai 2002 in einem Freundschaftsspiel gegen Slowenien. Bei der Fußball-Weltmeisterschaft 2006 in Deutschland traf er zum wichtigen 2:0 gegen Tschechien, konnte aber durch seine zweite gelbe Karte nicht beim 2:1 gegen die USA mitwirken. Dennoch hatte er einen enormen Anteil an Ghanas Erreichen des Achtelfinales, welches gegen Brasilien verloren ging.
Beim Auftaktspiel des Afrika-Cups 2008 gegen Guinea erzielte Muntari das entscheidende 2:1 für Ghana in der Nachspielzeit und belegte mit seiner Nationalmannschaft den dritten Platz. Für den Afrika-Cup 2010 wurde er aus disziplinarischen Gründen nicht berücksichtigt.
Beim Test vor der Weltmeisterschaft 2010 gegen die Niederlande (1:4) kam es zu einem Disput auf dem Spielfeld zwischen Muntari und Hans Sarpei, welcher Muntari zu einer mannschaftsdienlicheren Spielweise aufforderte. Bei der WM 2010 kam Muntari in den ersten beiden Gruppenspielen nur zu einem dreizehnminütigen Einsatz gegen Australien. Nachdem er deswegen gegenüber dem Trainer ausfällig geworden war, wurde er vor dem letzten Gruppenspiel kurzfristig aus dem Kader verbannt. Nach einer Entschuldigung von Muntari wurde diese Entscheidung jedoch revidiert und er kam im Achtelfinale beim Sieg über die USA wieder zu einem Kurzeinsatz. Im Viertelfinale gegen Uruguay kam er dann zum ersten Mal von Beginn an zum Einsatz und erzielte auch das zwischenzeitliche 1:0. Ghana schied trotzdem unglücklich im Elfmeterschießen aus und verpasste damit die Chance, als erstes afrikanisches Team in ein WM-Halbfinale einzuziehen.
Am 13. Mai 2014 wurde er in den Kader der ghanaischen Fußballnationalmannschaft für die Weltmeisterschaft 2014 berufen. Nach einer Auseinandersetzung mit einem Verbandsfunktionär wurde er vom ghanaischen Verband am 26. Juni 2014 zeitlich unbeschränkt suspendiert und aus dem Kader gestrichen.

## Titel und Erfolge
Als Nationalspieler 
- Junioren Vize-Weltmeister: 2001
- Africa-Cup-of-Nations-Dritter: 2008

 Mit dem Verein 
- FA-Cup-Sieger: 2007/08
- Italienischer Supercupsieger: 2008, 2010
- Italienischer Meister: 2009, 2010
- italienischer Pokalsieger: 2010
- UEFA-Champions-League-Sieger: 2010
- FIFA-Klub-Weltmeisterschaft: 2010